# تماكل
في الجبر المجرد، التماكل، منحوتة من كلمتين: تماثل و شكل، ويسمى أيضًا التشاكل التقابلي أو المشاكلة التقابلية (بالإنجليزية: isomorphism) (في اليونانية : isos = متساوي وmorphe = الشكل)، هو أحد أشكال الإسقاطات الرياضية بين الأجسام، يُظهر علاقة بين خاصتين أو عمليتين. إذا وجد تماكل بين بنيتين رياضيتين، فإنهما تُدعيان بنيتين متماكلتين.

## التعريف والهدف
يمكن تعريف التماكل بأنه إسقاط تقابلي. ليكن f حيث أن f ودالته العكسية (f −1) يكونان متشاكلان، أي أنه إسقاط حافظ-للبنية.
تكون البنى المتماكلة عادةً متشابهة تمامًا بدرجة معينة من التجريد. مع تجاهل الماهية الخاصة للعناصر في المجموعات التي تنتمي هذه الأشكال إليها والتركيز على البنى بحد ذاتها، تكون هذه البنى متماثلة.
يستخدم التماكل من قبل الرياضيين لنقل القواعد والمبرهنات من جزء معروف ومدروس جيدا في الرياضيات لتطبيقها على جزء آخر من الرياضيات مجهول وغير مدروس، فيكون إيجاد خاصية التماكل بمثابة إنقاذ للرياضيين لحل مشاكل غير محلولة بعد.